# Sulphur (Louisiana)
Sulphur ist eine Stadt (mit dem Status „City“) im Calcasieu Parish im US-amerikanischen Bundesstaat Louisiana. Das U.S. Census Bureau hat bei der Volkszählung 2020 eine Einwohnerzahl von 21.809 ermittelt.
Der Name des Ortes kommt daher, dass Ende des 19. Jahrhunderts Schwefel (englisch: sulfur oder sulphur) in der Gegend gefunden wurde, was zur Öffnung zahlreicher Schwefelminen führte.

## Geografie
Sulphur liegt im Südwesten Louisianas am Ufer des Calcasieu River, unweit von dessen Mündung in den Calcasieu Lake. Die Grenze zu Texas befindet sich rund 40 km westlich. Die geografischen Koordinaten von Sulphur sind 30°16′49″ nördlicher Breite und 93°21′39″ westlicher Länge. Das Stadtgebiet erstreckt sich über eine Fläche von 25,9 km².
Benachbarte Orte von Sulphur sind Westlake (12,8 km östlich), Lake Charles (16,5 km in der gleichen Richtung), Prien (20,9 km ostsüdöstlich), Carlyss (an der südlichen Stadtgrenze), Vinton (20,9 km westlich) und DeQuincy (28,9 km nordnordwestlich).
Die nächstgelegenen Großstädte sind Lafayette (134 km östlich), Louisianas Hauptstadt Baton Rouge (224 km in der gleichen Richtung), Shreveport (302 km nördlich), Beaumont in Texas (82,9 km westlich) und Texas’ größte Stadt Houston (217 km in der gleichen Richtung).

## Verkehr
Die Interstate 10 verläuft entlang der südlichen Stadtgrenze von Sulphur. Parallel dazu verläuft der U.S. Highway 90 als Hauptstraße durch das Stadtzentrum. Daneben treffen die Louisiana Highways 27 und 108 im Stadtgebiet von Sulphur zusammen. Alle weiteren Straßen sind untergeordnete Landstraßen, teils unbefestigte Fahrwege sowie innerörtliche Verbindungsstraßen.
In West-Ost-Richtung verläuft eine Eisenbahnstrecke der BNSF Railway durch Sulphur. Die Strecke wird auch vom Sunset Limited genutzt, einem von Los Angeles nach New Orleans verkehrenden Schnellzug von Amtrak, der im östlich benachbarten Lake Charles einen Zwischenhalt einlegt.
Mit dem Lake Charles Regional Airport befindet sich 28,4 km östlich der nächste Regionalflughafen. Der nächstgelegene internationale Großflughafen ist der George Bush Intercontinental Airport in Houston (232 km westlich).

## Bevölkerung
Nach der Volkszählung im Jahr 2010 lebten in Sulphur 20.410 Menschen in 8099 Haushalten. Die Bevölkerungsdichte betrug 788 Einwohner pro Quadratkilometer. In den 8099 Haushalten lebten statistisch je 2,5 Personen.
Ethnisch betrachtet setzte sich die Bevölkerung zusammen aus 89,8 Prozent Weißen, 6,2 Prozent Afroamerikanern, 0,4 Prozent amerikanischen Ureinwohnern, 0,8 Prozent Asiaten, 0,1 Prozent Polynesiern sowie 0,9 Prozent aus anderen ethnischen Gruppen; 1,8 Prozent stammten von zwei oder mehr Ethnien ab. Unabhängig von der ethnischen Zugehörigkeit waren 3,4 Prozent der Bevölkerung spanischer oder lateinamerikanischer Abstammung.
25,6 Prozent der Bevölkerung waren unter 18 Jahre alt, 60,1 Prozent waren zwischen 18 und 64 und 14,3 Prozent waren 65 Jahre oder älter. 52,1 Prozent der Bevölkerung war weiblich.

Das mittlere jährliche Einkommen eines Haushalts lag bei 46.307 USD. Das Pro-Kopf-Einkommen betrug 24.563 USD. 16,7 Prozent der Einwohner lebten unterhalb der Armutsgrenze.

## Bekannte Bewohner
- Johnny Grunge (1966–2006), Wrestler – geboren in Sulphur
- Ted Lyons (1900–1986), Baseballspieler und -manager – gestorben in Sulphur
- Dak Prescott (* 1993), Footballspieler – geboren in Sulphur